# Filago griffithii
Filago griffithii là một loài thực vật có hoa trong họ Cúc. Loài này được (A.Gray) Wagenitz mô tả khoa học đầu tiên năm 1972.